# Carl Bimboes
Carl Bimboes (* 30. August 1904 in Waltershausen; † 6. November 1985) war ein deutscher Architekt und Baubeamter, der zuletzt als Hochbau-Dezernent der Deutschen Bundesbahn wirkte.

## Ausbildung
Nach dem Besuch der Oberrealschule in Gotha von April bis September 1921 und nochmals 1922 war Bimboes bei dem Unternehmen Gothaer Holzbau beschäftigt und besuchte die Höhere Technische Staatslehranstalt für Hoch- und Tiefbau im Wintersemester 1921/1922, im Wintersemester 1922/1923, im Sommersemester 1923, im Wintersemester 1923/1924 und im Wintersemester 1924/1925, trat allerdings „wegen Krankheit“ von der Reifeprüfung zurück. Er arbeitete in den Büros der Architekten Bruno Röhr (Weimar) und Hans Herkommer (Stuttgart) mit und war zugleich Gasthörer an der Technischen Hochschule Stuttgart.

## Beruf
Im Dezember 1928 eröffnete Bimboes mit dem Stuttgarter Architekten C. Braun ein gemeinsames Büro, das sich auf Lichtspieltheaterbau spezialisierte und Kinos in Wangen und Bad Blankenburg (Thüringen), das Schlosstheater in Mersburg, das Union-Theater in Schwäbisch Gmünd und die Lichtspiele in Laupheim baute, jedoch im Juni 1930 mangels weiterer Aufträge wieder schließen musste. 
Anschließend war er ohne feste Anstellung; es folgten Studienreisen und freie Mitarbeit bei einer Gartenbaufirma, dann Mitarbeit bei den Architekten Paul Darius (1893–1962) und Richard Stahl (beide Stuttgart), Otto Carus (Gotha) und Paul Stiebner (Stuttgart). Im Sommer 1932 bestand er die Prüfung zur Zulassung zum Studium ohne Reifezeugnis an der Technischen Hochschule Stuttgart und studierte Architektur bis zur Diplom-Hauptprüfung am 30. März 1935. Anschließend arbeitete er bis Juni 1938 in den Büros von Hugo Keuerleber in Stuttgart, Emil Rudolf Mewes in Köln und G. Schirrmeister in Jena mit. 
Ab 1. August 1938 war er Angestellter der Reichsbahnbaudirektion München und ab Februar 1939 Leiter der Entwurfsgruppe für den neuen Münchner Hauptbahnhof. Ab 1943 „inoffizieller Dezernatshilfsarbeiter“ wurde er, nach Auflösung der Reichsbahnbaudirektion München, dem Reichsbahnbaustab mit Entwurfsplanungen für den neuen Münchner Bahnhof zugeteilt.

## Drittes Reich
Bimboes beantragte am 1. November 1937 die Aufnahme in die NSDAP und wurde rückwirkend zum 1. Mai desselben Jahres aufgenommen (Mitgliedsnummer 5.668.964). Im Entnazifizierungsverfahren brachte er zu seiner Entlastung insgesamt zehn eidesstattliche Erklärungen gut beleumdeter Personen bei, unter anderem auch von Paul Bonatz, der ihm am 28. März 1946 aus dem türkischen Exil schrieb. Seit 1. Juni 1945 war er wieder im Hochbaubüro der Reichsbahndirektion München beschäftigt und Bauleiter für den Wiederaufbau der Direktionsgebäude.

## Nachkriegszeit
Im Mai 1946 leitete er das Hochbauamt München 1 bis zur Rückkehr des aus politischen Gründen entlassenen Amtsvorstands im Januar 1948. Anschließend war er bis Oktober 1953 Hilfsarbeiter der Hochbaudezernate und wechselte schließlich in das Bundesbahnzentralamt München, wo er zunächst Hilfsarbeiter war, aber im Juni 1964, nach der Schaffung eines zweiten Hochbaudezernats, Dezernent wurde und es bis zur Pensionierung 1969 blieb. Im Juli 1958 wurde er in das Beamtenverhältnis übernommen.

## Schriften
Im März 1966 hatte er in einem siebenseitigen Papier dem Vorstand der DB einen Vorschlag für die Schaffung eines Fern-Schnellbahn-Streckennetzes auf, vom bisherigen Eisenbahnnetz unabhängigen, die Autobahnen begleitenden Trassen unterbreitet: „Es ist an der Zeit jetzt im Bereich des Eisenbahnwesens dieselbe Entwicklung einzuleiten, die im Straßenwesen vor ca. 30 Jahren begann“, schrieb er weiter und nahm sich die Autobahn nicht nur wegen ihres kurvenarmen, kreuzungsfreien Verlaufs als Vorbild, sondern auch weil eine Trassierung entlang des Fahrbahnverlaufs neue Geländeerwerbungen in großem Umfang vermeiden würde. „Im Bereich von Autobahnbrücken wäre die Trasse mittels Stahlkonstruktion seitlich anzufügen, bei Tunneln als besondere Röhre zu führen. Bei zu großen, für eine Schnellbahn ungeeigneten Steigungen wäre auf eine besondere Trasse auszuweichen.“ Damit entwickelte er die Vorstellung einer Verkehrswegebündelung, die Ähnlichkeit mit der rund 30 Jahre später weitgehend entlang der A 3 geführten Neubaustrecke Köln–Frankfurt aufweist.